# Мінкнер Курт Володимирович
Курт Володимирович Мінкнер (рос. Курт Владимирович Минкнер; 5 грудня 1903 — 2 березня 1972) — радянський авіаконструктор, доктор технічних наук, Герой Соціалістичної Праці (1957).

## Життєпис
Народився в Москві.
З 1920 року працював у ЦАГІ. Займався проектуванням та випробуванням силових установок аеросаней та літаків, брав участь у створенні першого радянського потужного авіаційного двигуна АМ-34 та його модифікацій. Керував висотною лабораторією ЦАГІ.
У 1937 році заарештований, необґрунтовано репресований. Перебував в ув'язненні у ЦКЛ-29 НКВС СРСР. Працював над силовими установками літаків проектів «100» та «102».
З липня 1945 року працював в ОКБ А. М. Туполєва, був заступником генерального конструктора з силових установок. Брав участь у розробці літаків Ту-4, Ту-12, Ту-14, Ту-22, Ту-85, Ту-95, Ту-104, Ту-114, Ту-124, Ту-134, «82», «98».

## Нагороди
Указом Президії Верховної Ради СРСР від 12 липня 1957 року за значні успіхи у створенні авіаційної техніки Мінкнеру Курту Володимировичу присвоєне звання Героя Соціалістичної Праці.
Нагороджений трьома орденами Леніна (08.08.1947; 06.12.1949; 12.07.1957), орденами Трудового Червоного Прапора (16.09.1945), Червоної Зірки (13.08.1936), «Знак Пошани» (16.09.1941), медалями.
Лавреат Ленінської (1957) та Сталінської 1-го ступеня (1952) премій.